# Venera 2MV-2 No.1
A Venera 2MV-2 No.1, também conhecida como Sputnik 21 no Ocidente, foi uma sonda Soviética,
lançada em 1962 como parte do Programa Venera, com o objetivo de ser a primeira sonda ser  a explorar Vênus.
Devido a um problema no último estágio, ela não conseguiu deixar a órbita terrestre baixa, e reentrou na atmosfera, poucos dias depois.
Esta foi a única sonda Venera 2MV-2 lançada, que no entanto falhou como as MV-1 anteriores.
A Venera 2MV-2 No.1 foi lançada as 00:59:13 UTC de 12 de Setembro de 1962, por intermédio de um foguete Molniya (8K78),
a partir do Cosmódromo de Baikonur. Os primeiros três estágios do foguete funcionaram perfeitamente, colocando o quarto estágio
e a carga útil, numa órbita terrestre baixa.
Uma série de problemas em sequência, no quarto estágio fizeram com que o motor deixasse de funcionar menos de um segundo depois do acionamento, e por
conta disso, ele e a carga útil ficassem "presos" numa órbita sem controle, tendo reentrado na atmosfera em 14 de Setembro de 1962,
dois dias depois do lançamento.
O nome Sputnik 25, e mais tarde Sputnik 21, foram atribuídos pelo Comando Espacial Naval dos Estados Unidos, para
identificar a sonda, no seu "relatório de situação de satélite", visto que a União Soviética não divulgava suas designações internas naquela época, e nem
associavam um nome oficial às missões que falhavam.